# Кіпніс Ісаак Нухімовіч
Ісаак Нухімович Кі́пніс (їд. איציק קיפּניס — Іцик Кіпніс; 12 грудня 1896, Словечно, Волинська губернія — 16 квітня 1974, Київ) — єврейський радянський письменник, поет і перекладач. Писав їдишем.

## Походження
Народився в сім'ї ремісника-кожум'яки. Закінчив хедер, отримав приватну освіту.
Перші вірші К. з'явилися в пресі, коли йому було 12 років.
Спочатку у своїй трудовій діяльності пішов слідами батька, працював шкіряником. Брав участь у Громадянській війні.

## Літературна діяльність
У 1920 році він був направлений профспілкою кожевників на навчання в Київ, де увійшов у літературне середовище. Починаючи з 1922 року широко друкувався в радянській єврейській пресі, опублікував кілька поетичних збірок та книжок для дітей.
Під час Другої Світової війни перебував в евакуації в Саратові. Працював у Спілці письменників Української РСР, але потім був виключений за «єврейський націоналізм».

## Репресії
У 1948 році був заарештований і відправлений у трудовий табір у Сибіру. Звільнений з ув'язнення в 1955 році. Йому було дозволено повернутися в Україну, але заборонено селитися в Києві, тому після повернення він жив у с. Боярка поблизу столиці. Повернутися до Києва йому було дозволено лише на початку 1960-х років, де він і прожив до кінця життя.

## Творчість
Відомий не лише як письменник, але і як перекладач. Переклав їдишем твори багатьох класиків англійської, американської, французької, іспанської та російської літератури (Антон Чехов, Віктор Шкловський, Жуль Верн, Марк Твен, Міґель Сервантес та інші).
Перекладав також деякі свої вірші для дітей англійською мовою.
З творів К. найбільш відомі збірки поезій «Воли» (1923); повісті «Місяці й дні» (1926), «Моє містечко Словечно» (1962), «Зі щоденника» (1965); роман «Дім» (1939), прозові «Казки для Лемеле» (1940); «Мініатюри» (1975)